# KEMA
KEMA (abbreviazione di Keuring Electrotechnisch Materieel Arnhem) Labs è la Divisione di Testing Inspection and Certification di CESI S.p.A. e offre servizi di prova, certificazione, attestazione di qualità e sicurezza per apparecchiature elettriche e reti.
È stata fondata nel 1927 ad Arnhem, nei Paesi Bassi. Opera a livello mondiale nel campo dell'energia e dello sviluppo della tecnologia. Dal 30 dicembre 2019, la proprietà di KEMA B.V. è stata trasferita da DNV GL a CESI S.p.A. L'acquisizione comprende tutte le attività di testing, ispezione e certificazione in alta tensione, realizzate presso i laboratori di proprietà KEMA di Arnhem (Paesi Bassi) e Praga (Repubblica Ceca). La transazione sì è completata il 2 marzo 2020 con l’acquisizione anche del laboratorio di Chalfont (USA).
I laboratori di testing e ispezione di KEMA includono il più grande laboratorio al mondo di alta tensione, con potenze di corto circuito fino a 10.000 MVA e il primo laboratorio al mondo in grado di testare componenti ad altissima tensione per le supergrid, nonché il Flex Power Grid Laboratory, per il testing avanzato dei componenti delle smart grid.